# Brevitrichia davisi
Brevitrichia davisi är en tvåvingeart som beskrevs av Kelsey 1969. Brevitrichia davisi ingår i släktet Brevitrichia och familjen fönsterflugor.
Artens utbredningsområde är Utah. Inga underarter finns listade i Catalogue of Life.